# وولفسبرگ (تورینگن)
وولفسبرگ (به آلمانی: Wolfsberg) یک شهر در آلمان است که در ایلم-کرایس واقع شده‌است. وولفسبرگ  ۳٬۲۴۰ نفر جمعیت دارد.

## خواهرخوانده
شهرهای هایگر و Lusigny خواهرخوانده‌های وولفسبرگ (تورینگن) هستند.